# Felix Cameroni
Si costruiva così un’amicizia. Di Felix, in Galleria, si diceva che “aveva dello swing”. Era un modo un po’ nostro, di noi musicisti intendo dire, per indicare due cose: che era un eccellente musicista e un punto di riferimento nel suo genere musicale, e che era un uomo tutto d’un pezzo. Un uomo da rispettare, che era bello avere per amico.»
(Franco Cerri, prefazione al libro "Una vita in Si bemolle", 2008)
Felix Cameroni, nome d'arte di Felice Cameroni (Novara, 7 maggio 1916 – Biella, 19 ottobre 1978), è stato un clarinettista italiano.

## Biografia
Cameroni iniziò lo studio del clarinetto a nove anni spinto dal padre, entrò poi nella Banda Municipale di Quarona e nel 1938 si trasferì ad Asmara, raggiungendo la sorella e lavorando come musicista in vari club della città; durante questo periodo in Eritrea ebbe modo di conoscere il jazz e, a partire dal 1943, molti musicisti americani che gli fecero conoscere gli standard e le musiche di Louis Armstrong, Glenn Miller, Gene Krupa, Duke Ellington e altri e adottò il nome d'arte Felix Cameroni.
Tornato in Italia, nel 1945 entrò nel quartetto del vibrafonista Sandro Comensoli, in cui conobbe il pianista Gianfranco Intra e con cui suonò al Teatro Lirico di Milano e l'anno successivo formò una sua orchestra con cui suonò all'inaugurazione del Casino de la Vallée di Saint-Vincent. Formò poi alcune formazioni come il Trio Lamber (dal nome del fiume Lambro in milanese) e i Jubilee Dixielanders con cui ebbe modo di effettuare le prime incisioni di brani jazz per la Fonola; continuò poi a incidere con l'Arethusa Right Time Band esibendosi per molti anni alla Taverna Ferrario e all'Arethusa di Milano.
Nel 1958 venne chiamato come direttore artistico dalla Phonocolor, scoprendo e lanciando molti cantanti, tra cui John Foster.
Nella sua orchestra hanno suonato Lino Petruzzelli e Giuseppe Alù alla tromba, Mario Pezzotta al trombone, Gino Blecic al pianoforte (poi sostituito da Gino Mescoli), Filippo Daccò alla chitarra, Antonio De Serio al contrabbasso e vari batteristi.
Personaggio di spicco dell'ambiente jazz milanese a cavallo fra la fine degli anni Quaranta e i primi anni Settanta, è stato soprannominato "il Benny Goodman italiano" per essere stato fra i primi a portare in Italia il genere Dixieland.
La sua carriera si svolse prevalentemente fra i night club milanesi, diverse case discografiche (come la Fonola, la Phonocolor , la Cellograf-Simp) e lunghe scritture in Italia e all'estero.
Con la propria formazione partecipò fra l'altro alle trasmissioni sperimentali della televisione in RAI nel 1953.
Sue incisioni sono presenti presso gli archivi RAI e presso l'archivio centrale della Discoteca di Stato di Roma.

## Discografia

### EP
- 1960 - Orchestra Felix Cameroni (Phonocolor, MEP 4006)

### Singoli

#### 78 giri
- 1947 - Nipper - Felix Cameroni Jubilee Dixielanders - Fonola N. 6067
- 1947 - 12th Street Rag - Felix Cameroni Jubilee Dixielanders - Fonola N. 6331
- 1947 - Running Wild - Felix Cameroni Jubilee Dixielanders - Fonola N. 6722
- 1947 - Fidgety Feet - Felix Cameroni Jubilee Dixielanders - Fonola N. 6725
- 1947 - Ath The Jazz Band Hall - Felix Cameroni Jubilee Dixielanders - Fonola N. 6726
- 1948 - Eh! La Bas - Felix Cameroni Jubilee Dixielanders - Fonola N. 6727
- 1948 - Wolverine Blues - Arethusa Right Time Band - Fonola N. 7096
- 1948 - Milemberg Joys - Arethusa Right Time Band - Fonola N. 7098
- 1948 - Wild Man Blues - Arethusa Right Time Band - Fonola N. 7099
- 1948 - High Society - Arethusa Right Time Band - Fonola N. 7100
- 1948 - As Long As I Live - Arethusa Right Time Band - Fonola N. 7101
- 1948 - Leicester Square Rag - Arethusa Right Time Band - Fonola N. 7103
- 1948 - Darktown Strutters' Ball - Arethusa Right Time Band - Fonola N. 7102
- 1948 - Wabash Blues - Arethusa Right Time Band - Fonola N. 7104

### 45 giri
- 1960 - Tequila/Tiger Rag (Phonocolor, MS 1008)
- 1960 - Gelosia/Enamorado (Phonocolor, MS 1014)
- 1960 - La cumparsit/Cielo azzurro (Phonocolor, MS 1017)
- 1960 - Raunchy/Tequila (Phonocolor, MS 1075)